# Batalion ON „Opalenica”

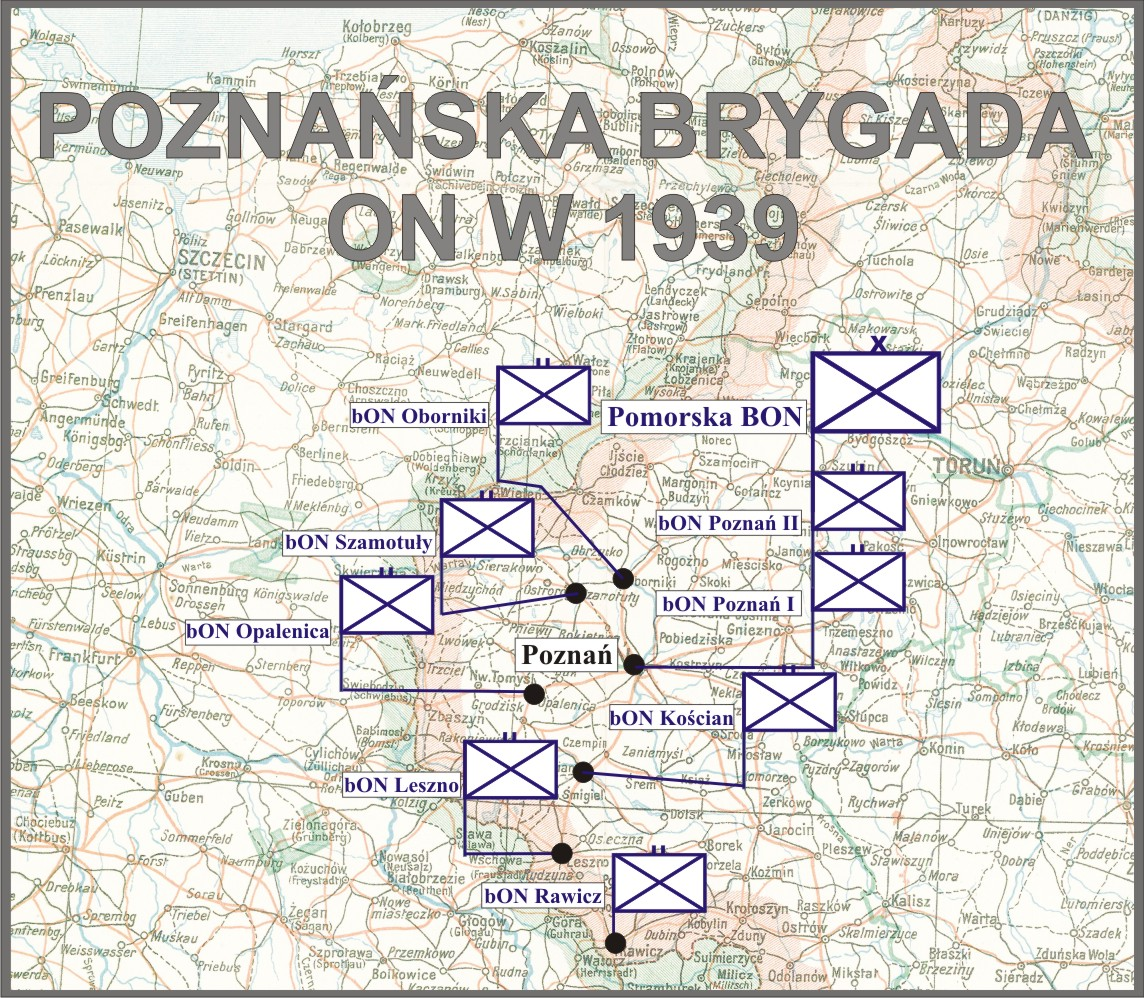
Poznańska Brygada ON

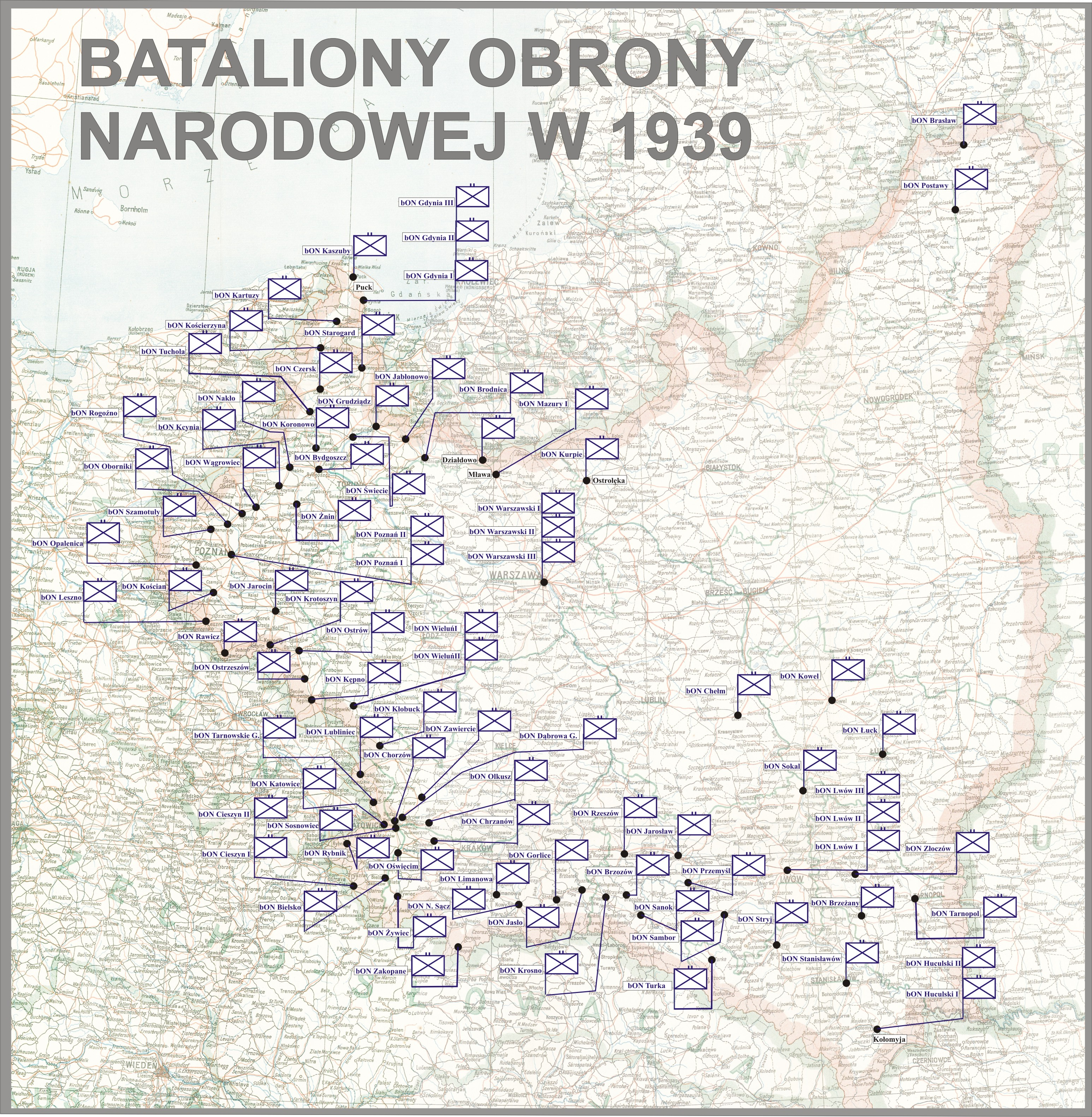
Obrona Narodowa w 1939

Opalenicki Batalion Obrony Narodowej (batalion ON „Opalenica”) – pododdział piechoty Wojska Polskiego II RP.
Batalion został sformowany wiosną 1939 roku, w składzie Poznańskiej Brygady ON, według etatu batalionu ON typ IV.
Jednostką administracyjną i mobilizującą dla Opalenickiego batalionu ON był 57 pułk piechoty w Poznaniu.
Od 11 lipca 1939 roku batalion, pod względem taktycznym, został podporządkowany dowódcy 14 Wielkopolskiej Dywizji Piechoty. 24 sierpnia 1939 roku pododdział zajął stanowiska obronne wzdłuż linii jezior: Dębno – Bochenek – Lipno – Witobelskie – Dymaczewskie.
Kampanię wrześniową rozpoczął w składzie 14 DP, po czym został podporządkowany dowódcy improwizowanego pułku ON, ppłk dypl. Franciszkowi Junker. Oddział ten występował pod nazwą Zgrupowanie Obrony Narodowej „Rudzica” i wchodził w skład Zgrupowania płk. Stanisława Siudy.

## Organizacja i obsada personalna
dowództwo batalionu i pododdziałów:
- dowódca batalionu – kpt. Leon Łagan
- adiutant batalionu – ppor. rez. Hipolit Jan Rękosiewicz
- lekarz batalionu - sierż. pchor. lek. rez. Henryk Sobecki
- dowódca plutonu przeciwpancernego - ppor. rez. Józef Kośmider (od 1 IX 1939)
- dowódca 1 kompanii ON „Opalenica” - ppor. Józef Serdecki
  - dowódca I plutonu - ppor. rez. Józef Borkowski
  - dowódca II plutonu - ppor. rez. Dalaszyński
  - dowódca III plutonu - ppor. rez. Michalski
  - dowódca plutonu ckm - st. sierż. Franciszek Matuszczak
- dowódca 2 kompanii ON „Nowy Tomyśl” - kpt. Stefan Wojciechowski
  - dowódca I plutonu - ppor. rez. Paweł Michalczak
  - dowódca II plutonu - ppor. rez. Stankiewicz
  - dowódca III plutonu - ppor. rez. Bolesław Milczyński
  - dowódca plutonu ckm - ppor. rez. Roman Nitsche
- dowódca 3 kompanii ON „Grodzisk” - ppor. Aleksander Handke
  - dowódca I plutonu - ppor. rez. Wiktor Tylewski
  - dowódca II plutonu - ppor. rez. Kokot
  - dowódca III plutonu - ppor. rez. Józef Kosicki
  - dowódca plutonu ckm -  NN
- dowódca drużyny pionierów - kpr. Maciej Hildebrandt
- dowódca oddziału łączności - plut. Stanisław Garczarek